# Nikita Hruščov
Nikita Sergejevič Hruščov (rus. Ники́та Серге́евич Хрущёв, Kalinovka, 17. travnja 1894. – Moskva, 11. rujna 1971.), sovjetski političar, predsjednik SSSR-a. Nakon Staljinove smrti bio je predsjednik partije, a naslijedio je Malenkova na mjestu predsjednika SSSR-a. Nikita Sergejevič Hruščov bio je sovjetski komunistički vođa, generalni tajnik sovjetske komunističke stranke u razdoblju od 1953. do 1964. godine i premijer SSSR-a u razdoblju od 1958. do 1964. godine.

## Životopis
Nikita Sergejević Hruščov rođen je u mjestu Kalinovka, kao sin rudara. U mladosti je radio kao pastir i bravar. Nakon služenja u carskoj vojsci (1914. – 1918.) i sudjelovanju u ruskoj revoluciji pridružio se komunističkoj stranci i Crvenoj armiji 1918. godine i borio se u građanskom ratu. Pohađao je visoku školu komunističke stranke 1921. godine i bio aktivan član stranke sve do 1929. godine. Naredne dvije godine pohađao je Industrijsku akademiju u Moskvi.
Hruščov je ubrzano napredovao u stranci, te je 1934. postao član Centralnog komiteta. U razdoblju od 1935. do 1937. generalni je tajnik moskovskog regionalnog komiteta gdje provodi industrijalizacijski program druge petoljetke. Godine 1938. premješten je u Ukrajinu gdje vrši dužnost generalnog tajnika ukrajinske partijske organizacije i postaje privremeni član partijskog Politbiroa. Punopravan član Politbiroa postaje 1939. godine kada je imenovan u Prezidij Vrhovnog Sovjeta. Za vrijeme Drugog svjetskog rata Hruščov je na čelu političkog odjela Crvene armije na južnom frontu. Godine 1944. kada su Nijemci istisnuti iz Ukrajine povjerena mu je obnova poljoprivredne proizvodnje, uspostava reda i kažnjavanje izdajica. Vraćajući se u Moskvu imenovan je članom Sekretarijata partijskog Centralnog komiteta. Kasnije će se istaknuti kao vodeći sovjetski poljoprivredni ekspert. Nakon smrti Staljina 1953. postao je generalni tajnik Centralnog komiteta i time glava komunističke stranke SSSR-a. Tada je započela borba za vlast između Hruščova; Georgija Malenkova, premijera i Lavrentija Berije, šefa tajne policije (KGB). Malenkov i Hruščov, s još jednim dijelom vlade, željeli su smanjiti moć KGB-a koji je u doba Staljina došao na zao glas. Berija je nasuprot njima želio povećati političku moć KGB-a. Stranka je podržala Malenkova i Hruščova, a Berija je uhićen i smaknut 1953. godine. Hrušov je tada uspio pobijediti Malenkova jer je on kontrolirao partijski aparat i na važne funkcije imenovao velik broj ljudi koji su mu bili odani. Stoga je 1955. godine Malenkov podnio ostavku.
Godine 1956. na XX. kongresu stranke Hruščov je poduzeo neočekivani korak i označio je Staljina odgovornim za masovna ubojstva i deportacije, njemačku invaziju u 2. svjetskom ratu i sovjetski raskid s Jugoslavijom. U skladu s tom politikom predvodio je sovjetsku delegaciju na pregovorima u Beogradu, kojom prilikom je javno priznao pogrešnost Staljinovog napada na KPJ (Komunističku partiju Jugoslavije) i Jugoslaviju. Hruščovljevi motivi za destaljinizaciju bili su kompleksni. On je želio ponovo uspostaviti vladavinu zakona, ali je također želio eliminirati suparništvo stranačkih i državnih službenika. Pored toga Hruščov je bio umiješan u mnoge Staljinove čistke i terorističke akte te je tako mogao ukazati na Staljinove ljude od povjerenja koji su bili još odgovorniji za zločine od njega samoga. Međutim Hruščovljevi napori na destaljinizaciji ostali su samo na razotkrivanju namještenih sudskih procesa i iznuđenih priznanja članova komunističke stranke. Nikada nije povukao pitanje odgovornosti za pogubljenja i utamničenja milijuna običnih ljudi. Hruščovljev najveći izazov na unutarnjopolitičkom planu bila je poljoprivreda. Dotadašnja vladina politika prema poljoprivredi nije bila naročito realistička jer je od nerazvijene poljoprivrede željela izvući vrhunske rezultate, a to nije išlo. Stoga je Hruščov dopustio da velike površine u Sibiru, Uralu i Kazahstanu budu predane na upotrebu poljoprivrednicima. Međutim proizvodnja se suočila s problemom klime, izborom usjeva te nedostatkom opreme i radnika. Također je nastojao poboljšati i životni standard uspostavljajući minimalnu plaću 1956. godine i izgrađujući velika kompleksna naselja.
U vanjskoj politici se zalagao za miroljubivu koegzistenciju sa Zapadom nastavljajući s politkom čvrste ruke u zemljama Istočne Europe. Iako su građanski nemiri u Poljskoj 1956. završili bez vojnog uplitanja, sovjetske su trupe izvršile invaziju Mađarske iste godine kako bi skršile ustanak i ponovo postavile na vlast komunističku, prosovjetsku vladu. Odnosi sa Sjedinjenim Državama također su bili napeti jer je Hruščov više preferirao nuklearno oružje umjesto konvencionalnog naoružanja. Ove su tenzije kulminirale u vrijeme tzv. Kubanske krize 1962. godine kada su Sjedinjene Države tražile da SSSR ukloni nuklearne projektile koje je smjestio na Kubi. Nakon nekoliko veoma napetih dana SSSR se složio povući nuklearno naoružanje s Kube. Nakon povlačenja u Kubanskoj krizi i time popuštanja Amerikancima Hruščov je izgubio podršku KGB-a i konzervativnih članova komunističke stranke. Listopada 1964. u zavjeri organiziranoj od Suslova smijenjen je s dužnosti predsjednika vlade i stranačkog vođe. Potom je optužen za političke greške, uključujući tu i tzv. Kubansku krizu, uspostavu kulta ličnosti i dezorganizaciju ekonomije. Do kraja godine nije bio član nijednog vladinog tijela. Godine 1966. izbačen je iz partijskog Centralnog komiteta. Četiri godine kasnije (1970.) u Engleskoj je objavljena knjiga Sjećanja koju je on navodno napisao, ali je Hruščov javno porekao da je knjiga autentična.
| Prethodnik:      | Vođa Sovjetskog Saveza (1955. – 1964.) | Nasljednik:     |
| Georgij Malenkov | Vođa Sovjetskog Saveza (1955. – 1964.) | Leonid Brežnjev |

| Prethodnik:      | Premijer Sovjetskog Saveza (1958. – 1964.) | Nasljednik:     |
| Nikolaj Bulganin | Premijer Sovjetskog Saveza (1958. – 1964.) | Aleksej Kosigin |